# Helonoma
Helonoma – rodzaj roślin z rodziny storczykowatych (Orchidaceae). Obejmuje 4 gatunki występujące w Ameryce Południowej w takich krajach jak: Brazylia, Ekwador, Kolumbia, Gujana, Peru, Surinam, Wenezuela.

## Systematyka
Rodzaj sklasyfikowany do podplemienia Spiranthinae w plemieniu Cranichideae, podrodzina storczykowe (Orchidoideae), rodzina storczykowate (Orchidaceae), rząd szparagowce (Asparagales) w obrębie roślin jednoliściennych.
Wykaz gatunków
- Helonoma americana (C.Schweinf. & Garay) Garay
- Helonoma bifida (Ridl.) Garay
- Helonoma chiropterae (Szlach.) Carnevali & G.A.Romero
- Helonoma peruviana (Szlach.) Salazar, H.C.Dueñas & Fern.Alonso